# Conus spiceri
Conus spiceri é uma espécie de gastrópode do gênero Conus, pertencente à família Conidae.